# Buckingham
Buckingham è una cittadina di 11 572 abitanti della contea del Buckinghamshire, in Inghilterra.
Si trova nella parte settentrionale della contea, in prossimità del confine con Northamptonshire e Oxfordshire. 
Buckingham è anche una parrocchia civile con un consiglio cittadino eletto.
Buckingham fu dichiarata capoluogo di contea del Buckinghamshire nel X secolo, quando fu fatta capitale della neocostituita contea di Buckingham, fino a quando Aylesbury assunse questo ruolo al principio del XVIII secolo.
Buckingham ha parecchi ristoranti e pub, tipici di una piccolà città di mercato. Possiede un piccolo numero di negozi locali, sia nazionali sia indipendenti.
I giorni di mercato sono il martedì e il sabato; il mercato si tiene sulla Market Hill e ai recinti del bestiame in High Street.

## Amministrazione

### Gemellaggi
- Mouvaux